# Uahneferhotep
Uahneferhotep va ser un príncep egipci de la dinastia XIII (c. 1700 aC).
A Uahneferhotep només se'l coneix per un uixebti i taüt model trobat al temple funerari de la piràmide de Senusret I a Lisht, i que avui en dia es troben al Museu Metropolità de Nova York. En ambdós objectes s'hi veu inscrit el títol de Fill del Rei. L'uixebti s'embolicava amb lli i es col·locava dins d'un taüt en miniatura.
El seu nom significa que "Neferhotep perdura". Neferhotep podria referir-se al rei Neferhotep I, que va ser un dels governants més poderosos de la dinastia XIII. No obstant això, la ceràmica trobada a prop dels taüts model apunta a una data posterior, fent més probable que Neferhotep es refereixi a un rei posterior amb el mateix nom.